# Higashi-Kyūshū-Autobahn
Die Higashi-Kyūshū-Autobahn (jap. 東九州自動車道, Higashi-Kyūshū Jidōshadō, wörtl. "Ost-Kyūshū-Autobahn") ist eine teilweise noch in Bau befindliche Autobahn auf der japanischen Insel Kyūshū, die bei Fertigstellung eine Länge von ca. 500 km haben wird. Baulücken befinden sich vor allem südlich von Miyazaki. Das mit weitem Abstand längste nördliche Teilstück vom Dreieck Kitakyūshū nach Nichinan trägt die Nummer E10. Der (selbst nach vollständiger Fertigstellung) relativ kurze südliche Abschnitt trägt die Nummer E78.
Die Higashi-Kyūshū-Autobahn verläuft von Kitakyūshū entlang der Ostküste Kyūshūs und verbindet die Großstädte Kitakyūshū, Ōita, Nobeoka und Miyazaki miteinander. Nach vollständiger Schließung sämtlicher Bau- und Planungslücken wird sie über das Dreieck Kajiki und dem südlichsten Abschnitt der Kyūshū-Autobahn eine alternative Route von Miyazaki nach Kagoshima darstellen.
Die Higashi-Kyūshū-Autobahn wird seit 1999 gebaut und verläuft durch den ländlich geprägten Osten von Kyūshū. Lange Abschnitte mit besonders geringer Verkehrsdichte bestehen aus nur einem Fahrstreifen pro Fahrtrichtung. Diese Abschnitte sind teilweise von der in Japan üblichen Autobahnmaut befreit.